# Giải Oscar cho hòa âm xuất sắc nhất
Giải Oscar cho âm thanh xuất sắc nhất (tên đầy đủ của tiếng Anh: Academy Award for Best Sound Mixing, Giải Oscar cho hoà âm hay nhất) là một hạng mục của giải Oscar dành cho việc hoà âm hay nhất hoặc việc thu âm vào phim tốt nhất. Thông thường giải này được trao cho các người hoà âm (production sound mixer) và các người tái thu âm thanh (re-recording mixer) của phim đoạt giải. Trước năm 2021, giải này cùng với Giải Oscar cho biên tập âm thanh xuất sắc nhất (Academy Award for Sound Editing) là những giải riêng biệt về âm thanh. Từ năm 2021, cả hai đều được gộp chung vào một giải, lấy tên là Âm thanh xuất sắc nhất.
Dưới đây là danh sách các phim và các người đoạt giải tùng năm ở hàng đầu, tiếp theo là các phim và các người được đề cử trong cùng năm đó:

## Thập niên 1930
- 1930 The Big House - Douglas Shearer, Metro-Goldwyn-Mayer Studio
  - The Case of Sergeant Grischa
  - The Love Parade
  - Raffles
  - The Song of the Flame
- 1931 Paramount Publix Studio Sound Department
  - MGM Studio Sound Department
  - RKO Radio Studio Sound Department
  - Samuel Goldwyn-United Artists Studio Sound Department
- 1932 Paramount Publix Studio Sound Department
  - MGM Studio Sound Department
  - RKO Radio Studio Sound Department
  - Walt Disney
  - Warner Bros.First National Studio Sound Department
- 1933 A Farewell to Arms - Franklin B. Hansen, Paramount Studio
  - 42nd Street
  - Gold Diggers of 1933
  - I Am a Fugitive from a Chain Gang
- 1934 One Night of Love - John Livadary, Columbia Studio
  - The Affairs of Cellini
  - Cleopatra
  - Flirtation Walk
  - The Gay Divorcee
  - Imitation of Life
  - Viva Villa!
  - White Parade
- 1935 Naughty Marietta - Douglas Shearer, Metro-Goldwyn-Mayer Studio
  - 1,000 Dollars a Minute
  - Bride of Frankenstein
  - Captain Blood
  - The Dark Angel
  - I Dream Too Much
  - The Lives of a Bengal Lancer
  - Love Me Forever
  - Thanks a Million
- 1936 San Francisco - Douglas Shearer, Metro-Goldwyn-Mayer Studio
  - Banjo on My Knee
  - The Charge of the Light Brigade
  - Dodsworth
  - General Spanky
  - Mr. Deeds Goes to Town
  - The Texas Rangers
  - That Girl from Paris
  - Three Smart Girls
- 1937 The Hurricane - Thomas T. Moulton, United Artists Studio
  - The Girl Said No
  - Hitting a New High
  - In Old Chicago
  - The Life of Emile Zola
  - Lost Horizon
  - Maytime
  - One Hundred Men and a Girl
  - Topper
  - Wells Fargo
- 1938 The Cowboy and the Lady - Thomas T. Moulton, United Artists Studio
  - Army Girl
  - Four Daughters
  - If I Were King
  - Merrily We Live
  - Suez
  - Sweethearts
  - That Certain Age
  - Vivacious Lady
  - You Can't Take It with You
- 1939 When Tomorrow Comes - Bernard B. Brown, Universal Studio
  - Balalaika
  - Gone with the Wind
  - Goodbye, Mr. Chips
  - The Great Victor Herbert
  - The Hunchback of Notre Dame
  - Man of Conquest
  - Mr. Smith Goes to Washington
  - Of Mice and Men
  - The Private Lives of Elizabeth and Essex
  - The Rains Came

## Thập niên 1940
- 1940 Strike Up the Band - Douglas Shearer, Metro-Goldwyn-Mayer Studio
  - Behind the News
  - Captain Caution
  - The Grapes of Wrath
  - The Howards of Virginia
  - Kitty Foyle: The Natural History of a Woman
  - North West Mounted Police
  - Our Town
  - The Sea Hawk
  - Spring Parade
  - Too Many Husbands
- 1941 That Hamilton Woman - Jack Whitney, General Service
  - Appointment for Love
  - Ball of Fire
  - The Chocolate Soldier
  - Citizen Kane
  - The Devil Pays Off
  - How Green Was My Valley
  - The Men in Her Life
  - Sergeant York
  - Skylark
  - Topper Returns
- 1942 Yankee Doodle Dandy - Nathan Levinson, Warner Brothers Studio
  - Arabian Nights
  - Bambi
  - Flying Tigers
  - Friendly Enemies
  - The Gold Rush
  - Mrs. Miniver
  - Once Upon a Honeymoon
  - The Pride of the Yankees
  - Road to Morocco
  - This Above All
  - You Were Never Lovelier
- 1943 This Land Is Mine - Stephen Dunn, RKO Radio Studio
  - Hangmen Also Die
  - In Old Oklahoma
  - Madame Curie
  - The North Star
  - Phantom of the Opera
  - Riding High
  - Sahara
  - Saludos Amigos
  - So this is Washington
  - The Song of Bernadette
  - This is the Army
- 1944 Wilson - E. H. Hansen, 20th Century-Fox Studio
  - Brazil
  - Casanova Brown
  - Cover Girl
  - Double Indemnity
  - His Butler's Sister
  - Hollywood Canteen
  - It Happened Tomorrow
  - Kismet
  - Music in Manhattan
  - A Voice in the Wind
- 1945 The Bells of St. Mary's - Stephen Dunn, RKO Radio Studio
  - Flame of Barbary Coast
  - Lady on a Train
  - Leave Her to Heaven
  - Rhapsody in Blue
  - A Song to Remember
  - The Southerner
  - They Were Expendable
  - The Three Caballeros
  - Three Is a Family
  - The Unseen
  - Wonder Man
- 1946 The Jolson Story - John Livadary, Columbia Studio
  - The Best Years of Our Lives
  - It's a Wonderful Life
- 1947 The Bishop's Wife - Gordon Sawyer, Samuel Goldwyn Studio
  - Green Dolphin Street
  - T-Men
- 1948 The Snake Pit - Thomas T. Moulton, 20th Century-Fox Studio
  - Johnny Belinda
  - Moonrise
- 1949 Twelve O'Clock High - Thomas T. Moulton, 20th Century-Fox Studio
  - Once More, My Darling
  - Sands of Iwo Jima

## Thập niên 1950
- 1950 All About Eve - Thomas T. Moulton, 20th Century-Fox Studio
  - Cinderella
  - Louisa
  - Our Very Own
  - Trio
- 1951 The Great Caruso - Douglas Shearer, Metro-Goldwyn-Mayer Studio
  - Bright Victory
  - I Want You
  - A Streetcar Named Desire
  - Two Tickets to Broadway
- 1952 The Sound Barrier - London Films Sound Department
  - The Card
  - Hans Christian Andersen
  - The Quiet Man
  - With a Song in My Heart
- 1953 From Here to Eternity - John P. Livadary, Columbia Studio
  - Calamity Jane
  - Knights of the Round Table
  - The Mississippi Gambler
  - The War of the Worlds
- 1954 The Glenn Miller Story - Leslie I. Carey, Universal-International Studio
  - Brigadoon
  - The Caine Mutiny
  - Rear Window
  - Susan Slept Here
- 1955 Oklahoma! - Fred Hynes, Todd-AO Sound Department
  - Love Is a Many-Splendored Thing
  - Love Me or Leave Me
  - Mister Roberts
  - Not as a Stranger, Watson Jones, RCA Sound Department
- 1956 The King and I - Carl Faulkner, 20th Century-Fox Studio
  - The Brave One
  - The Eddy Duchin Story
  - Friendly Persuasion
  - The Ten Commandments
- 1957 Sayonara - George Groves, Warner Brothers Studio
  - Gunfight at the O.K. Corral
  - Les Girls
  - Pal Joey
  - Witness for the Prosecution
- 1958 South Pacific - Fred Hynes, Todd-AO Sound Department
  - I Want to Live!
  - A Time to Love and a Time to Die
  - Vertigo
  - The Young Lions
- 1959 Ben-Hur - Franklin E. Milton, Metro-Goldwyn-Mayer Studio
  - Journey to the Center of the Earth
  - Libel
  - The Nun's Story
  - Porgy and Bess

## Thập niên 1960
- 1960 The Alamo - Fred Hynes, Todd-AO Sound Department và Gordon E. Sawyer, Samuel Goldwyn Studio
  - The Apartment
  - Cimarron
  - Pepe
  - Sunrise at Campobello
- 1961 West Side Story - Gordon E. Sawyer, Samuel Goldwyn Studio và Fred Hynes, Todd-AO Sound Department
  - The Children's Hour
  - Flower Drum Song
  - The Guns of Navarone
  - The Parent Trap
- 1962 Lawrence of Arabia - John Cox, Shepperton Studios
  - Bon Voyage!
  - The Music Man
  - That Touch of Mink
  - What Ever Happened to Baby Jane?
- 1963 How the West Was Won - Franklin E. Milton, Metro-Goldwyn-Mayer Studio
  - Bye Bye Birdie
  - Captain Newman, M.D.
  - Cleopatra
  - It's a Mad, Mad, Mad, Mad World
- 1964 My Fair Lady - George R. Groves, Warner Brothers Studio
  - Becket
  - Father Goose
  - Mary Poppins
  - The Unsinkable Molly Brown
- 1965 The Sound of Music - James P. Corcoran, 20th Century-Fox Studio
  - The Agony and the Ecstasy
  - Doctor Zhivago
  - The Great Race
  - Shenandoah
- 1966 Grand Prix - Franklin E. Milton, Metro-Goldwyn-Mayer Studio
  - Gambit
  - Hawaii
  - The Sand Pebbles
  - Who's Afraid of Virginia Woolf?
- 1967 In the Heat of the Night - Samuel Goldwyn Studio
  - Camelot
  - The Dirty Dozen
  - Doctor Dolittle
  - Thoroughly Modern Millie
- 1968 Oliver! - Shepperton Studio
  - Bullitt
  - Finian's Rainbow
  - Funny Girl
  - Star!
- 1969 Hello, Dolly! - Jack Solomon, Murray Spivack
  - Anne of the Thousand Days
  - Butch Cassidy and the Sundance Kid
  - Gaily, Gaily
  - Marooned

## Thập niên 1970
- 1970 Patton - Douglas Williams, Don Bassman
  - Airport
  - Ryan's Daughter
  - Tora! Tora! Tora!
  - Woodstock
- 1971 Fiddler on the Roof - Gordon K. McCallum, David Hildyard
  - Diamonds Are Forever
  - The French Connection
  - Kotch
  - Mary, Queen of Scots
- 1972 Cabaret - Robert Knudson, David Hildyard
  - Butterflies Are Free
  - The Candidate
  - The Godfather
  - The Poseidon Adventure
- 1973 The Exorcist - Robert Knudson, Chris Newman
  - The Day of the Dolphin
  - The Paper Chase
  - Paper Moon
  - The Sting
- 1974 Earthquake - Ronald Pierce, Melvin Metcalfe Sr.
  - Chinatown
  - The Conversation
  - The Towering Inferno
  - Young Frankenstein
- 1975 Jaws - Robert L. Hoyt, Roger Heman, Earl Madery, John Carter
  - Bite the Bullet
  - Funny Lady
  - The Hindenburg
  - The Wind and the Lion
- 1976 All the President's Men - Arthur Piantadosi, Les Fresholtz, Dick Alexander, Jim Webb
  - King Kong (Harry W. Tetrick được đề cử sau khi chết)
  - Rocky (Harry W. Tetrick được đề cử sau khi chết)
  - Silver Streak
  - A Star Is Born
- 1977 Star Wars - Don MacDougall, Ray West, Bob Minkler, Derek Ball
  - Close Encounters of the Third Kind
  - The Deep
  - Sorcerer
  - The Turning Point
- 1978 The Deer Hunter - Richard Portman, William McCaughey, Aaron Rochin, Darin Knight
  - The Buddy Holly Story
  - Days of Heaven
  - Hooper
  - Superman
- 1979 Apocalypse Now - Walter Murch, Mark Berger, Richard Beggs, Nat Boxer
  - 1941
  - The Electric Horseman
  - Meteor
  - The Rose

## Thập niên 1980
- 1980 Star Wars Episode V: The Empire Strikes Back - Bill Varney, Steve Maslow, Gregg Landaker, Peter Sutton
  - Altered States
  - Coal Miner's Daughter
  - Fame
  - Raging Bull
- 1981 Raiders of the Lost Ark - Bill Varney, Steve Maslow, Gregg Landaker, Roy Charman
  - On Golden Pond
  - Outland
  - Pennies from Heaven
  - Reds
- 1982 E.T. the Extra-Terrestrial - Robert Knudson, Robert Glass, Don Digirolamo, Gene Cantamessa
  - The Boat (Das Boot)
  - Gandhi
  - Tootsie
  - Tron
- 1983 The Right Stuff - Mark Berger, Tom Scott, Randy Thom, David MacMillan
  - Never Cry Wolf
  - Star Wars Episode VI: Return of the Jedi
  - Terms of Endearment
  - WarGames
- 1984 Amadeus - Mark Berger, Tom Scott, Todd Boekelheide, Chris Newmna
  - 2010
  - Dune
  - A Passage to India
  - The River
- 1985 Out of Africa - Chris Jenkins, Gary Alexander, Larry Stensvold, Peter Handford
  - Back to the Future
  - A Chorus Line
  - Ladyhawke
  - Silverado
- 1986 Platoon - John K. Wilkinson, Richard Rogers, Charles "Bud" Grenzbach, Simon Kaye
  - Aliens
  - Heartbreak Ridge
  - Star Trek IV: The Voyage Home
  - Top Gun
- 1987 The Last Emperor - Bill Rowe, Ivan Sharrock
  - Empire of the Sun
  - Lethal Weapon
  - RoboCop
  - The Witches of Eastwick
- 1988 Bird - Les Fresholtz, Dick Alexander, Vern Poore, Willie D. Burton
  - Die Hard
  - Gorillas in the Mist: The Story of Dian Fossey
  - Mississippi Burning
  - Who Framed Roger Rabbit
- 1989 Glory - Donald O. Mitchell, Gregg C. Rudloff, Elliot Tyson, Russell Williams II
  - The Abyss
  - Black Rain
  - Born on the Fourth of July
  - Indiana Jones and the Last Crusade

## Thập niên 1990
- 1990 (63rd) Dances with Wolves - Jeffrey Perkins, Bill W. Benton, Greg Watkins, Russell Williams II
  - Days of Thunder
  - Dick Tracy
  - The Hunt for Red October
  - Total Recall
- 1991 (64th) Terminator 2: Judgment Day - Tom Johnson, Gary Rydstrom, Gary Summers, Lee Orloff
  - Backdraft
  - Beauty and the Beast
  - JFK
  - The Silence of the Lambs
- 1992 (65th) The Last of the Mohicans - Chris Jenkins, Doug Hemphill, Mark Smith, Simon Kaye
  - Aladdin
  - A Few Good Men
  - Under Siege
  - Unforgiven
- 1993 (66th) Jurassic Park - Gary Summers, Gary Rydstrom, Shawn Murphy, Ron Judkins
  - Cliffhanger
  - The Fugitive
  - Geronimo: An American Legend
  - Schindler's List
- 1994 (67th) Speed - Gregg Landaker, Steve Maslow, Bob Beemer, David R. B. MacMillan
  - Clear and Present Danger
  - Forrest Gump
  - Legends of the Fall
  - The Shawshank Redemption
- 1995 (68th) Apollo 13 - Rick Dior, Steve Pederson, Scott Millan, David MacMillan
  - Batman Forever
  - Braveheart
  - Crimson Tide
  - Waterworld
- 1996 (69th) The English Patient - Walter Murch, Mark Berger, David Parker, Chris Newman
  - Evita
  - Independence Day
  - The Rock
  - Twister
- 1997 (70th) Titanic - Gary Rydstrom, Tom Johnson, Gary Summers, Mark Ulano
  - Air Force One
  - Con Air
  - Contact
  - L.A. Confidential
- 1998 (71st) Saving Private Ryan - Gary Rydstrom, Gary Summers, Andy Nelson, Ronald Judkins
  - Armageddon
  - The Mask of Zorro
  - Shakespeare in Love
  - The Thin Red Line
- 1999 (72nd) The Matrix - John Reitz, Gregg Rudloff, David Campbell, David Lee
  - The Green Mile
  - The Insider
  - The Mummy
  - Star Wars Episode I: The Phantom Menace

## Thập niên 2000
- 2000: Gladiator – Bob Beemer, Scott Millan và Ken Weston
  - Cast Away - Randy Thom, Tom Johnson, Dennis S. Sands, William B. Kaplan
  - The Patriot - Kevin O'Connell, Greg P. Russell, Lee Orloff
  - The Perfect Storm - John T. Reitz, Gregg Rudloff, David E. Campbell, Keith A. Wester
  - U-571 - Steve Maslow, Gregg Landaker, Rick Kline, Ivan Sharrock
- 2001: Black Hawk Down – Michael Minkler, Chris Munro và Myron Nettinga
  - Amélie (Le fabuleux destin d'Amélie Poulain) – Vincent Arnardi, Guillaume Leriche, Jean Umansky
  - The Lord of the Rings: The Fellowship of the Ring – Christopher Boyes, Michael Semanick, Gethin Creagh, Hammond Peek
  - Moulin Rouge! – Andy Nelson, Anna Behlmer, Roger Savage, Guntis Sics
  - Pearl Harbor – Greg P. Russell, Peter J. Devlin, Kevin O'Connell
- 2002: Chicago – David Lee, Michael Minkler và Dominic Tavella
  - Gangs of New York – Tom Fleischman, Eugene Gearty và Ivan Sharrock
  - The Lord of the Rings: The Two Towers – Christopher Boyes, Michael Hedges, Hammond Peek và Michael Semanick
  - Road to Perdition – Bob Beemer, Scott Millan và John Pritchett
  - Spider-Man – Ed Novick, Kevin O'Connell và Greg P. Russell
- 2003: The Lord of the Rings: The Return of the King – Christopher Boyes, Michael Hedges, Hammond Peek và Michael Semanick
  - The Last Samurai
  - Master and Commander: The Far Side of the World
  - Pirates of the Caribbean: The Curse of the Black Pearl
  - Seabiscuit
- 2004: Ray – Bob Beemer, Steve Cantamessa, Scott Millan và Greg Orloff (Achievement in sound mixing)
  - The Aviator
  - The Incredibles
  - The Polar Express
  - Spider-Man 2
- 2005: King Kong – Christopher Boyes, Michael Hedges, Hammond Peek và Michael Semanick
  - The Chronicles of Narnia: The Lion, the Witch and the Wardrobe – Tony Johnson, Terry Porter và Dean A. Zupancic
  - Memoirs of a Geisha – Rick Kline, Kevin O'Connell, John Pritchett và Greg P. Russell
  - Walk the Line – Doug Hemphill, Peter Kurland và Paul Massey
  - War of the Worlds – Anne Behlmer, Ronald Judkins và Andy Nelson
- 2006: Dreamgirls – Bob Beemer, Willie D. Burton và Michael Minkler
  - Apocalypto – Fernando Cámara, Kevin O'Connell và Greg P. Russell
  - Blood Diamond – Anna Behlmer, Andy Nelson và Ivan Sharrock
  - Flags of Our Fathers – David E. Campbell, Walt Martin, John T. Reitz và Gregg Rudloff
  - Pirates of the Caribbean: Dead Man's Chest – Christopher Boyes, Paul Massey và Lee Orloff
- 2007: The Bourne Ultimatum – Kirk Francis, Scott Millan và David Parker
  - 3:10 to Yuma – David Giammarco, Paul Massey và Jim Stuebe
  - No Country for Old Men – Craig Berkey, Peter Kurland, Skip Lievsay và Greg Orloff
  - Ratatouille – Doc Kane, Michael Semanick và Randy Thom
  - Transformers – Peter J. Devlin, Kevin O'Connell và Greg P. Russell
- 2008: Slumdog Millionaire – Ian Tapp, Richard Pryke và Resul Pookutty
  - The Curious Case of Benjamin Button – David Parker, Michael Semanick, Ren Klyce và Mark Weingarten
  - The Dark Knight – Lora Hirschberg, Gary Rizzo và Ed Novick
  - WALL-E – Tom Myers, Michael Semanick và Ben Burtt
  - Wanted – Chris Jenkins, Frank A. Montaño và Petr Forejt